# Caroline Link
Caroline Link est une réalisatrice allemande née le 2 juin 1964.

## Filmographie

### Télévision
- 1984-2005 : L'Enquêteur (Der Fahnder) (série télévisée), 2 épisodes
- 1992 : Kalle der Träumer (téléfilm)
- 1993-1994 : Spurlos (série télévisée)
- 2022 : Safe (mini-série télévisée)

### Cinéma
- 1988 : Bunte Blumen (court métrage)
- 1989 : Glück zum Anfassen (moyen métrage)
- 1990 : Sommertage (moyen métrage)
- 1996 : Au-delà du silence (Jenseits der Stille)
- 1999 : Annaluise et Anton (Pünktchen und Anton)
- 2001 : Nowhere in Africa (Nirgendwo in Afrika)
- 2008 : L'Absent (Im Winter ein Jahr)
- 2013 : Fugues marocaines (Exit Marrakech)
- 2018 : Der Junge muss an die frische Luft
- 2019 : Quand Hitler s'empara du lapin rose (Als Hitler das rosa Kaninchen stahl)

## Distinction
- Oscars 2003 : Oscar du meilleur film international pour Nowhere in Africa
- Prix Adolf-Grimme 2023 : prix spécial[1]